# Horst Fuhrmann
Horst Fuhrmann (22. června 1926, Kreuzburg – 9. září 2011, Herrsching am Ammersee) byl německý historik.

## Životopis
Horst Fuhrmann studoval, po vojenské službě a zajetí, na univerzitě v Kielu dějiny, klasickou filologii a dějiny práva. V roce 1952 promoval s prací o středověkém patriarchátu. V letech 1954 až 1957 byl spolupracovníkem Monumenta Germaniae Historica v Mnichově a Německého historického institutu v Římě. V roce 1960 habilitoval v Kielu v oboru středověké a novodobé historie prací na téma význam a účinnost pseudoisidorských dekretálií.
V roce 1962 začal vyučovat historii na univerzitě v Tübingenu a působil zde devět let. V letech 1971 až 1994 byl prezidentem Monumenta Germaniae Historica a profesorem dějin na univerzitě v Řezně, v roce 1974 se stal řádným členem Bavorské akademie věd a v letech 1992 až 1997 byl jejím prezidentem. V období 1984 až 1997 byl předsedajícím kuratoria Historisches Kolleg.
Fuhrmann získal několik čestných doktorátů a v roce 1988 byl mimo jiné oceněn Velkým spolkovým křížem a Pour le Mérite za vědu a umění. Byl korespondenčním členem Académie des Inscriptions et Belles-Lettres a zahraničním členem Accademia Nazionale dei Lincei. Vedl komisi pro Repertorium Fontium Historiae Medii Aevi a patřil mimo jiné ke komisi pro publikování Mittellateinisches Wörterbuch Bavorské akademie věd.
Fuhrmanns se vědecky zajímal o kanonické právo a církevní dějiny. Už ve své habilitační práci psal o padělání středověkých dokumentů a dále výzkum rozvíjel (Constitutum Constantini, Decretum Gratiani). Vedl na toto téma mnoho dizertačních prací a z jeho iniciativy byl uspořádán tematický kongres (Fälschungen im Mittelalter. Internationaler Kongreß der Monumenta Germaniae Historica, Mnichov, 16.–19. září 1986.) V pozdějších letech se zabýval i sociálními aspekty 9.–12. století.
Byl spoluvydavatelem časopisu Deutsches Archiv für Erforschung des Mittelalters spolu s Hansem Schallerem. Fuhrmann byl popularizátorem středověké historie, často vystupoval v médiích.

## Dílo (výběr)
- Studien zur Geschichte mittelalterlicher Patriarchate. v: Zeitschrift der Savigny-Stiftung für Rechtsgeschichte. Kanonistische Abteilung. 39 (1953), S. 112–176; 40 (1954), S. 1–84; 41 (1955), S. 95–183.
- Einfluß und Verbreitung der Pseudoisidorischen Fälschungen. Von ihrem Auftreten bis in die neuere Zeit. 3 svazky. Hiersemann, Stuttgart 1972–1974, ISBN 3-7772-7204-3. (Spisy MGH, svazek 24.1–24.3)
- Deutsche Geschichte im hohen Mittelalter. Von der Mitte des 11. bis zum Ende des 12. Jahrhunderts. 3. durchgesehene und bibliographisch ergänzte Auflage. Vandenhoeck & Ruprecht, Göttingen 1993, ISBN 3-525-33589-X. (Deutsche Geschichte, svazek 2) (digitalizovaná verze)
- Von Petrus zu Johannes Paul II. Das Papsttum: Gestalt und Gestalten. Beck, Mnichov 1980, ISBN 3-406-06023-4. (nové vydání: Die Päpste. Von Petrus zu Benedikt XVI., Beck, Mnichov 2005, ISBN 3-406-52863-5)
- Papst Urban II. und der Stand der Regularkanoniker. Bayerische Akademie der Wissenschaften, München 1984, ISBN 3-7696-1529-8. (Sitzungsberichte der Bayerischen Akademie der Wissenschaften, Philologisch-historische Klasse, 1984.2)
- Einladung ins Mittelalter. Beck, Mnichov 1987, ISBN 3-406-32052-X.
- Pour le mérite. Über die Sichtbarmachung von Verdiensten: eine historische Besinnung. Thorbecke, Sigmaringen 1992, ISBN 3-7995-4159-4.
- Überall ist Mittelalter. Von der Gegenwart einer vergangenen Zeit. Beck, Mnichov 1996, ISBN 3-406-40518-5.
- Sind eben alles Menschen gewesen. Gelehrtenleben im 19. und 20. Jahrhundert, dargestellt am Beispiel der Monumenta Germaniae Historica und ihrer Mitarbeiter. Beck, Mnichov 1996, ISBN 3-406-40280-1.
- Ignaz von Döllinger. Ein exkommunizierter Theologe als Akademiepräsident und Historiker. Hinzel, Stuttgart/Leipzig 1999, ISBN 3-7776-0996-X. (Sitzungsberichte der Sächsischen Akademie der Wissenschaften zu Leipzig, Philologisch-Historische Klasse, svazek 137, sešit 1).
- Menschen und Meriten. Eine persönliche Portraitgalerie. Beck, Mnichov 2001, ISBN 3-406-47221-4.